# The Corsican Brothers (film, 1898)
The Corsican Brothers je britský němý film z roku 1898. Režisérem je George Albert Smith (1864–1959). Film byl natočen podle románu Korsičtí bratři, který napsal Alexandre Dumas.

## Děj
Jedno z dvojčat vidí ducha svého dvojčete. Duch mu řekne, jak zemřel, požaduje pomstu a zmizí. Dále se před Korsičanem objeví „vize“, která mu ukáže souboj, během kterého jeho bratr zemřel. Korsičan spadne na zem, když vtom jeho matka zrovna vejde do místnosti.